# بازی اکشن-ماجراجویی
بازی کُنِشی-ماجراجویی (به انگلیسی: Action-adventure game) یک نوع بازی ویدئویی است که خود زیرمجموعهٔ سبک بازی کنشی قرار می‌گیرد، بازیکن با بازی در این سبک، علاوه بر شرکت در صحنه‌های کنشی، در عمل درگیر داستان بازی نیز خواهد شد. همراه شدن صحنه‌های کنشی با ماجراجویی‌هایی مانند پنهان‌کاری و حل معماهای گوناگون، از جمله عناصر تشکیل‌دهنده این سبک از بازی‌ها به‌شمار می‌روند. بازی‌های رد دد ریدمپشن ۲، ندانسته، توم ریدر، کیش یک آدم‌کش و اسپیلنترسل در این سبک قرار می‌گیرند.